# Athenodorus von Byzanz
Athenodorus (auch: Athenogenes) († 148) war Bischof von Byzantion. Seine Amtszeit wird auf die Jahre 144–148 datiert, als Zeuxippos die Stadt unter Kaiser Antoninus Pius regierte. In dieser Zeit soll die christliche Bevölkerung in Byzanz stark angewachsen sein. Athenodorus hat den Bau einer Kirche in Elaia in Auftrag gegeben, der fortan den Bischöfen anstelle der alten Kirche von Argyroupolis als Sitz diente. Die Kirche von Elaia wurde später von Kaiser Konstantin dem Großen aufwendig renoviert, der in ihr begraben werden wollte, doch entschied man sich dann für eine andere Ruhestätte. Nachfolger des Athenodorus wurde Euzois.